# Бокерон (департамент)
Бокерон (на испански: Boquerón) е един от 17-те департамента на южноамериканската държава Парагвай. Намира се в западната част на страната. Площта му е 91 669 квадратни километра, а населението – 66 836 души (по изчисления за юли 2020 г.). Разделен е на три района. Столицата му се казва Филаделфия.